# مارفيلس ناكامبا
مارفيلس ناكامبا (بالإنجليزية: Marvelous Nakamba)‏ (مواليد 19 يناير 1994) هو لاعب كرة قدم زيمبابوي، يلعب حاليًا مع النادي الهولندي فيتيس آرنهم كلاعب وسط.

## إحصائيات

### الأندية
آخر تحديث مباريات 17 ديسمبر 2016..
| النادي      | الموسم  | الدوري                        | الدوري | الدوري | الكأس | الكأس | أوروبا | أوروبا | أخرى | أخرى  | المجموع | المجموع |
| النادي      | الموسم  | القسم                         | ظهور   | أهداف  | ظهور  | أهداف | ظهور   | أهداف  | ظهور | أهداف | ظهور    | أهداف   |
| ----------- | ------- | ----------------------------- | ------ | ------ | ----- | ----- | ------ | ------ | ---- | ----- | ------- | ------- |
| نانسي       | 2012–13 | بطولة فرنسا للهواة            | 12     | 0      | 0     | 0     | —      | —      | —    | —     | 12      | 0       |
| نانسي       | 2013–14 | بطولة فرنسا للهواة            | 20     | 1      | 0     | 0     | —      | —      | —    | —     | 20      | 1       |
| نانسي       | المجموع | المجموع                       | 32     | 1      | 0     | 0     | —      | —      | —    | —     | 32      | 1       |
| نانسي       | 2013–14 | الدوري الفرنسي الدرجة الثانية | 2      | 0      | 0     | 0     | —      | —      | —    | —     | 2       | 0       |
| فيتيس آرنهم | 2014–15 | الدوري الهولندي الممتاز       | 8      | 0      | 0     | 0     | —      | —      | —    | —     | 8       | 0       |
| فيتيس آرنهم | 2015–16 | الدوري الهولندي الممتاز       | 30     | 1      | 1     | 0     | 2      | 0      | —    | —     | 33      | 1       |
| فيتيس آرنهم | 2016–17 | الدوري الهولندي الممتاز       | 16     | 0      | 2     | 1     | —      | —      | —    | —     | 18      | 1       |
| فيتيس آرنهم | المجموع | المجموع                       | 54     | 1      | 3     | 1     | 2      | 0      | —    | —     | 59      | 2       |
| المجموع     | المجموع | المجموع                       | 86     | 2      | 3     | 1     | 2      | 0      | 0    | 0     | 91      | 3       |

1. 1 2  مشاركات في كأس هولندا
2. ↑  مشاركات في الدوري الأوروبي

### المنتخب
آخر تحديث 13 نوفمبر 2016.
| المنتخب الوطني | السنة   | ظهور | أهداف |
| -------------- | ------- | ---- | ----- |
| زيمبابوي       | 2015    | 1    | 0     |
| زيمبابوي       | 2016    | 4    | 0     |
| زيمبابوي       | المجموع | 5    | 0     |

## روابط خارجية
- Football Database profile
- مارفيلس ناكامبا على موقع الاتحاد الأوربي (الإنجليزية)
- مارفيلس ناكامبا على موقع إي إس بي إن إف سي (الإنجليزية)
- مارفيلس ناكامبا على موقع قاعدة بيانات كرة القدم.إي يو (الإنجليزية)
- مارفيلس ناكامبا على موقع ناشيونال فوتبول تيمز (الإنجليزية)
- مارفيلس ناكامبا على موقع Soccerbase.com (لاعب) (الإنجليزية)
- مارفيلس ناكامبا على موقع Soccerway.com (الإنجليزية)
- مارفيلس ناكامبا على موقع عالم كرة القدم.نت (الإنجليزية)
- مارفيلس ناكامبا على موقع AS.com (الإسبانية)